# Big Willie Style
Big Willie Style er et amerikansk rapalbum, af den amerikanske rapper og skuespiller, Will Smith. Albummet udkom den 25. november 1997, og var hans første soloalbum. Albummet indeholdt fire hitsingler: Men in Black (soundtrack til filmen af samme navn), Gettin' Jiggy With It, Miami og Just the Two of Us.

## Track Listen
- 1. Intro
- 2. Y'all Know
- 3. Getti' Jiggy With It
- 4. Candy (Feat. Larry Blackmon & Cameo)
- 5. Chasing Forever
- 6. Keith B-Real I (Interlude)
- 7. Don't say Nothin'
- 8. Miami
- 9. Yes Yes Y'all (Feat. Camp Le)
- 10. I Loved You
- 11. Keith B-Real Ii (Interlude)
- 12. It's All Good
- 13. Just The Two Of Us
- 14. Keith B-Real Iii (Interlude)
- 15. Big Willie Style (Feat. Eye)
- 16. Men In Black
- 17. Just Cruisin' (Remix)

## Eksterne Links
- Big Willie Styler på www.last.fm